# Хесус Колас
Хесус Колас (ісп. Jesús Colás; нар. 1961) — колишній іспанський тенісист.
Найвищу одиночну позицію світового рейтингу — 157 місце досяг 4 липня 1988, парну — 102 місце — 19 травня 1986 року.

## Фінали Гран-прі за кар'єру

### Парний розряд: 1 (0–1)
| Результат | W/L | Дата     | Турнір          | Покриття | Партнер         | Суперники                   | Рахунок  |
| --------- | --- | -------- | --------------- | -------- | --------------- | --------------------------- | -------- |
| Поразка   | 0–1 | Тра 1986 | Мадрид, Іспанія | Ґрунт    | Девід де Мігель | Андерс Яррід Йоакім Нюстром | 2–6, 2–6 |

## Титули на челленджерах

### Парний розряд: (1)
| Ранг | Рік  | Турнір          | Покриття | Партнер         | Суперники                 | Рахунок  |
| ---- | ---- | --------------- | -------- | --------------- | ------------------------- | -------- |
| 1.   | 1985 | Мессіна, Італія | Ґрунт    | Девід де Мігель | Брюс Дерлін Девід Фелгейт | 6–1, 7–6 |